# Siedem (album)
Siedem – debiutancki album polskiego zespołu muzycznego Siedem, wydany w 1999 roku nakładem wytwórni muzycznych BMG Poland oraz Zic Zac. Wydawnictwo zawiera 12 premierowych kompozycji zespołu. 
Album promował utwór „O smokach”, który dotarł dwukrotnie na pierwsze miejsce najczęściej granych piosenek w polskich rozgłośniach. Utwór został także soundtrackiem filmu Fuks w reżyserii Macieja Dutkiewicza.

## Lista utworów
Opracowano na podstawie materiału źródłowego.
1. „O smokach” – 3:23
2. „Między nami nie mówiąc nic” – 4:12
3. „Historie nocne” – 3:40
4. „Snów operator” – 3:01
5. „Zwykła rzecz (przypływ - odpływ)” – 5:03
6. „Wszędzie gdzie byliśmy” – 4:21
7. „Znaleziony w słonecznikach” – 3:00
8. „Ostrożnie z ogniem” – 2:53
9. „Znów operator” – 3:43
10. „O tym co spada z deszczem” – 4:37
11. „Nothing Compares 2 U” – 3:57
12. „Po mojej stronie” – 4:09